# Schistophallus camelinus
Schistophallus camelinus is een slakkensoort uit de familie van de Oxychilidae. De wetenschappelijke naam van de soort is voor het eerst geldig gepubliceerd in 1852 door Bourguignat.